# Rösjöskogens naturreservat
Rösjöskogens naturreservat är ett naturreservat i Sollentuna kommun i Stockholms län.
Området är naturskyddat sedan 2010 och är 206 hektar stort. Reservatet omfattar större delen av Rösjön med våtmarker i norr och natur öster, norr och väster om sjön. Reservatet består av hällmarker, granskog, lövskog och mindre partier av sumpskog.